# 中央人民广播电台神州之声
中央人民广播电台神州之声是中央人民廣播電台第六套節目。1982年10月1日，中央人民广播电台对台湾广播第二套节目开播，2003年12月29日改为中央人民广播电台神州之声。主打方言文艺节目。在中央广播电视总台成立以前隸屬於“中央人民廣播電台對台灣節目中心”，全天播音18小时（5:55-次日凌晨0:05)，每天7:00-20:00逢整点播出正点资讯。

## 主要节目
| 时间  | 节目               | 语言   |
| ----- | ------------------ | ------ |
| 6:00  | 咱厝上正港         | 闽南话 |
| 7:00  | 融合逗阵行         | 闽南话 |
| 8:00  | 朝闻两岸           | 普通话 |
| 8:30  | 两岸开讲           | 普通话 |
| 9:00  | 趣旅行             | 普通话 |
| 10:00 | 两岸好生活         | 普通话 |
| 11:00 | 流行乐歌单         | 普通话 |
| 12:00 | 咱厝上正港（重播） | 闽南话 |
| 13:00 | 两岸斗相共         | 闽南话 |
| 14:00 | 有味生活           | 客家话 |
| 15:00 | 涯爱转屋卡         | 客家话 |
| 16:00 | 融合逗阵行（重播） | 闽南话 |
| 17:00 | 两岸斗相共（重播） | 闽南话 |
| 18:00 | 涯爱转屋卡（重播） | 客家话 |
| 19:00 | 有味生活（重播）   | 客家话 |
| 20:00 | 根脉中华           | 普通话 |
| 21:00 | 艺文两厅苑         | 普通话 |
| 22:00 | 音乐小聚蛋         | 普通话 |

## 收听频率
- 调频FM：
  - 福州、莆田和泉州东部沿海部分地区及马祖：FM106.2兆赫（福州鼓樓區的104广播电视发射台发射，功率3kW）
  - 厦门、漳州、泉州南部地区及金门：FM107.9兆赫（厦门思明区狐尾山的厦门广播电视集团203台发射，功率3kW）
- 中波MW(AM)：
  - MW684千赫（位于莆田涵江區後郭村的广电总局824台发射，功率1200千瓦）
  - MW909千赫（位于泉州惠安縣張坂鎮的广电总局641台发射，功率1000千瓦）
  - MW1089千赫（位于福州琅岐島的广电总局552台发射，功率600千瓦）
- 短波SW：
  - 时间(UTC+8)：频率（千赫兹）
  - 05:55-09:00 6165、9420、12010
  - 09:00-10:00 11905、12010、15710
  - 10:00-17:00 11905、13670、15710
  - 17:00-18:00 6165、9420、13670
  - 17:00-00:05 6165、9420、11775